# Kose, Võrumaa
För andra betydelser, se Kose (olika betydelser).
Kose är en småköping (estniska: alevik) i Estland.   Den ligger i Võru kommun  i landskapet Võrumaa, i den södöstra delen av landet, 230 km sydost om huvudstaden Tallinn. Kose ligger 96 meter över havet och antalet invånare är 549.
Terrängen runt Kose är lite kuperad, och sluttar norrut. Runt Kose är det mycket glesbefolkat, med 7 invånare per kvadratkilometer. Närmaste större samhälle är staden Võru, 2,6 km norr om Kose. I omgivningarna runt Kose växer i huvudsak blandskog.
Trakten ingår i den hemiboreala klimatzonen. Årsmedeltemperaturen i trakten är 2 °C. Den varmaste månaden är juli, då medeltemperaturen är 18 °C, och den kallaste är februari, med −11 °C.